# Kazuki Tsuda
Kazuki Tsuda (japanisch 津田 和樹 Tsuda Kazuki; * 26. Juli 1982 in der Präfektur Tokio) ist ein ehemaliger japanischer Fußballspieler.

## Karriere
Tsuda erlernte das Fußballspielen in der Schulmannschaft der Kokugakuin Kugayama High School. Seinen ersten Vertrag unterschrieb er 2001 bei den Shimizu S-Pulse. Der Verein spielte in der höchsten Liga des Landes, der J1 League. 2004 wechselte er zum Zweitligisten Ventforet Kofu. 2005 wechselte er zum Ligakonkurrenten FC Machida Zelvia. Am Ende der Saison 2011 stieg der Verein in die J2 League auf. Für den Verein absolvierte er 153 Ligaspiele. Ende 2012 beendete er seine Karriere als Fußballspieler.

## Erfolge
Shimizu S-Pulse
- Kaiserpokal

Sieger: 2001